# Maesa novocaledonica
Maesa novocaledonica är en viveväxtart som beskrevs av Carl Christian Mez. Maesa novocaledonica ingår i släktet Maesa och familjen viveväxter. Inga underarter finns listade i Catalogue of Life.